# ماشتوياتش (كيبك)
ماشتوياتش (بالإنجليزية: Mashteuiatsh, Quebec)‏ هي بلدة تقع في كندا في Saguenay–Lac-Saint-Jean. يقدر عدد سكانها بـ 2,213 نسمة ومساحتها 15.20 كم2 .